# Le Gua, Charente-Maritime
Le Gua là một xã trong tỉnh Charente-Maritime trong vùng Nouvelle-Aquitaine tây nam nước Pháp. Xã này nằm ở khu vực có độ cao từ 0-32 mét trên mực nước biển.